# وریلی
وریلی (انگلیسی: Verily) شرکت مراقبت سلامت آمریکایی است، که در سال ۲۰۱۵ توسط شرکت گوگل تأسیس شد.